# Palügletscher
Palügletscher – lodowiec o długości 3,5 km (2005 r.) i powierzchni 6,47 km² (1973 r.).
Lodowiec położony jest w Berninagruppe w kantonie Gryzonia w Szwajcarii.